# Minibib
MiniBib er navnet på et it-samarbejde mellem bibliotekerne i ministerier og styrelser. 
MiniBib blev oprettet i samarbejde mellem Det Administrative Bibliotek, Økonomi- og Erhvervsministeriet og Energistyrelsen og 1. januar 1983 gik systemet i drift. 
Formålet med samarbejdet er at stille tidssvarende biblioteks- og informationssystemer til rådighed for de biblioteker og informationsenheder, der deltager i samarbejdet og derved give dem mulighed for at være effektive og synlige for deres brugere.
Systemet administreres af Det Administrative Bibliotek. Det indeholder ca. 500.000 bøger, offentlige publikationer og "grå" litteratur, samt tidsskrifter og tidsskriftartikler. 
Statslige publikationer, herunder betænkninger og rapporter, registreres umiddelbart efter udgivelsen, mange med link til digitale udgivelser. 
MiniBib er åbent for statslige institutioner, der vil deltage i samarbejdet og opbygge eller vedligeholde deres egen biblioteksdatabase. 
Udover spørgsmål vedrørende selve MiniBib-systemet fungerer medlemmerne som et biblioteksfagligt netværk. 